# Bobby Kerr
Robert 'Bobby' Kerr (Enniskillen, Irlanda do Norte, 9 de junho de 1882 - Hamilton, 12 de maio de 1963)
foi um velocista canadense, campeão olímpico em Londres 1908.
Nascido na Irlanda integrada e ainda não independente, ele emigrou com sua família para o Canadá aos cinco anos, estabelecendo-se na província de Ontário. Tornou-se o melhor corredor da sua região, e em 1904 foi aos Jogos de St. Louis, sndo eliminado nos três eventos de que participou, os 60 m, 100 m  e 200 m rasos.
Nos anos seguintes, entretanto, ele melhorou suas marcas pessoais e foi campeão canadense de várias distâncias em jardas. Em 1908, antes dos Jogos, Bobby foi para a Inglaterra e participou do Campeonato Britânico de Atletismo vencendo os 100 e os 200m. Nos Jogos, ele conquistou a medalha de bronze nos 100 m, vencidos pelos sul-africano Reggie Walker e, no dia seguinte, a medalha de ouro nos 200 m, em 22s6.
Durante a I Guerra Mundial, Bobby serviu num batalhão conhecido como 'Batalhão dos Esportistas', devido ao alto número de integrantes ligados ao atletismo e aos esportes em geral, todos, como Kerr, da região de Hamilton. Depois de se afastar das corridas, ele trabalhou como treinador de equipes de atletismo e de futebol. Em 1928, assistiu seu compatriota Percy Williams sucedê-lo como campeão olímpico da mesma prova. Morreu aos 80 anos, em Hamilton, Canadá.